# Benjamin Gratz Brown
Benjamin Gratz Brown (ur. 28 maja 1826 we Frankforcie, zm. 13 grudnia 1885 w Kirkwood) – amerykański polityk.

## Biografia
Jego dziadkowie, John Brown i Jesse Bledsoe, byli senatorami. Ukończył studia na Uniwersytecie Transylvania w Lexington w 1845, a dwa lata później uzyskał dyplom z prawa na Uniwersytecie Yale. Dwa lata później został przyjęty do palestry i rozpoczął prywatną praktykę w Saint Louis. W latach 50. zasiadał w legislaturze stanowej Missouri, współtworząc jednocześnie gazetę „St. Louis Globe-Democrat”. W 1857 bezskutecznie kandydował na stanowisko gubernatora. Po rozpoczęciu wojny secesyjnej usiłował zapobiec secesji stanu w 1861. Walczył po stronie Unii, a w wyniku ekspulsji Walda Johnsona do Kongresu Skonfederowanych Stanów Ameryki Brown zajął wakujące miejsce w Senacie, gdzie zasiadał w latach 1863–1867. W 1871 został wybrany gubernatorem Missouri, którym pozostał przez jedną kadencję. W wyborach prezydenckich w 1872 był kandydatem na wiceprezydenta przy Horasie Greeleyu. Poparcia dla duetu udzieliła Partia Demokratyczna i Liberalni Republikanie. Ponieważ jednak Greeley zmarł trzy tygodnie po wyborach powszechnych, 66 członków Kolegium Elektorskiego, którzy zamierzali na niego zagłosować, oddało głosy na innych kandydatów. W głosowaniu prezydenckim Brown otrzymał 18 głosów elektorskich (3. miejsce wśród kandydatów), a w wiceprezydenckim – 47 głosów (2. miejsce wśród kandydatów). Po nieudanych wyborach Brown wrócił do praktyki prawniczej.